# Tiago Patrício
Tiago Manuel Ribeiro Patrício (Funchal, 1979) é um poeta, dramaturgo e escritor português.

## Biografia
Nasceu no Funchal em 1979, mas passou a infância e a adolescência em Trás-os-Montes. Em 1998 entrou na Escola Naval como Cadete de Administração Naval, mas acabou por abandonar a carreira na Marinha para se formar em Ciências Farmacêuticas na Universidade de Lisboa, em 2007.
Em 2000, começou a trabalhar em teatro, tendo sido um dos fundadores do Grupo Com-Siso. Também escreveu peças encenadas pelas companhias Teatromosca (Sintra), Estaca Zero, Ponto Teatro (Porto) e Colectivo Prisma (Guilherme Cossoul).
Os seus primeiros poemas e contos foram publicados entre 2007 e 2010, nas colectâneas Jovens Escritores do Clube Português de Artes e Ideias.
Venceu os prémios Daniel Faria, Natércia Freire e Victor Oliveira Mateus, em poesia. A sua peça Checoslováquia recebeu menção honrosa no prémio António José da Silva. O seu primeiro romance, Trás-os-Montes, ganhou o Prémio Agustina Bessa-Luís em 2011.
Concluiu o Mestrado em Teoria da Literatura, em 2015, com uma tese sobre terapias literárias.

Fez residências literárias na Tunísia, República Checa, Turquia, Lituânia, Letónia, Espanha, Estados Unidos da América (Ledig House) e Edimburgo.

Alguns dos seus textos estão publicados no México, Grécia, Egipto, Eslovénia e República Checa.

## Obras publicadas
- Ninguém vai ao Teatro, teatro, edição do autor, 2019
- Evangelho Segundo Maria Teresa, novela, edição do autor, 2018
- O Poeta na Cidade, novela, edição do autor, 2017
- Cantina Velha, teatro, edição do autor, 2016
- O Princípio da Noite, romance, edição Gradiva, 2015
- Turismo de Guerra, poesia, edição Artefacto, 2014[6]
- Mil Novencentos e Setenta e Cinco, romance, edição Gradiva, 2014[7]
- O Estado de Nova Iorque, viagens, edição Gradiva, 2013[8]
- A Memória das Aves, poesia, edição do autor, 2012
- Trás-os-Montes, romance, edição Gradiva, 2012
- Checoslováquia, teatro, edição MoscaMorta, 2011
- Cartas de Praga, poesia (bilingue), edição CPAI, 2010
- O Livro das Aves, poesia, edição Quasi, 2009